# 火喰鳥を、喰う
『火喰鳥を、喰う』（ひくいどりを、くう）は、原浩による日本の小説。死者の日記を起点とするミステリーホラー作品。第40回第40回横溝正史ミステリ&ホラー大賞受賞作。

## あらすじ
信州に住む久喜雄司とその家族の元に、約70年前パプアニューギニアの戦線で戦死した大伯父、久喜貞市の残した手記が届けられる。折しも久喜家の墓地では当の貞吉の名前が墓石から削り取られる事件が起こった直後だった。手記を現地で入手した二人の記者の立ち会いで久喜家の一同は手記を読み進め、貞市の戦地での日々を垣間見る事になる。日記には所属部隊の壊滅で密林に逃げ込んだ末、飢餓と熱病に苛まれていく凄惨な様子が綴られおり、中でも野生の火喰鳥を狩る事に執念を燃やす記述は一際異彩を放っていた。
その日を境に久喜家の周りでは奇怪な現象が相次いで起こり始める。
雄司は毎夜悪夢にうなされるようになり、貞吉の手記には｢ヒクイドリヲ　クウ　ビミ　ナリ｣という、貞市が生き延びていたかのような一文が追加される。また、祖父の保が失踪するのと同時に墓石の貞市の名が削られた位置に保の名が現れる。
まるで現実や過去そのものが書き換えられていくような事態に不安を募らせた雄司は妻・夕里子の元彼である北斗惣一郎に相談を持ちかけ、共に一連の怪異を食い止めようと試みる。

## 登場人物

### 主要人物
久喜雄司（くき ゆうじ）
信州で暮らしている。
久喜夕里子（くき ゆりこ）
雄司の妻。
北斗総一郎（ほくと そういちろう）
超常現象に詳しい。

## 漫画
倉一ひやの作画によるコミカライズが、『コミックフラッパー』（KADOKAWA）にて、2025年6月号から連載中。

## 映画
2025年10月3日に公開予定。監督は本木克英、脚本は林民夫、主演は本作が映画単独初主演となる水上恒司。

### キャスト

#### 主要人物（映画）
久喜雄司（くき ゆうじ）
演 - 水上恒司
大学で化学を教える助教で、地方都市で家族とともに実直な生活を送る普通の男性。貞市の日記を読んだことで起こり始める不可解な出来事に苦悩する。虫が苦手。
久喜夕里子（くき ゆりこ）
演 - 山下美月
雄司の妻。雄司は高校時代天文学部の後輩だった。現在は大学の事務職員として働いている。何かを内に秘めている。
北斗総一郎（ほくと そういちろう）
演 - 宮舘涼太（Snow Man）
夕里子の大学時代の先輩。雑貨の輸入販売をしている。大超常現象などに造詣が深く彼らが巻き込まれている不可解な現象の解明に乗り出すが、夕里子への異様な執着を見せる。雄司と夕里子や周囲の人々は、北斗の発する言葉に翻弄されていく。

#### 周辺人物（映画）
与沢一香
演 - 森田望智
地元版「信州タイムス」の記者。久喜家に戦死したはずの久喜貞市の日記を届ける。
瀧田亮
演 - 豊田裕大
夕里子の弟。大学生。
久喜伸子
演 - 麻生祐未
雄司の母。夫を交通事故で失っている。
久喜保
演 - 吉澤健
雄司の祖父であり、怪奇現象を巻き起こす日記の持ち主・貞市の弟。
久喜貞市
演 - 小野塚勇人
久喜保の兄。太平洋戦争で戦地ニューギニア島にて戦死している。
その他（役名不明）
演 - カトウシンスケ、佐伯日菜子、足立正生

### スタッフ
- 原作 - 原浩『火喰鳥を、喰う』（角川ホラー文庫 / KADOKAWA刊）
- 監督 - 本木克英
- 脚本 - 林民夫
- 音楽 - 富貴晴美[8]
- 主題歌 - マカロニえんぴつ「化け物」（トイズファクトリー）[9]
- 製作 - 依田巽、夏野剛[8]
- エグゼクティブプロデューサー - 小竹里美、山下直久[8]
- 企画 - 松下剛、遠藤徹哉[8]
- プロデューサー - 横山和宏、長谷川晴彦、赤城聡[8]
- 共同プロデューサー - 楠智晴[8]
- ラインプロデューサー - 高瀬博行[8]
- 撮影 - 藤澤順一[8]
- 照明 - 長田達也[8]
- 美術 - 小島伸介[8]
- 装飾 - 平井浩一[8]
- 録音 - 藤本賢一[8]
- 編集 - 川瀬功[8]
- 特機 - 佐藤信一[8]
- 衣装 - 宮本茉莉[8]
- ヘアメイク - 西村佳苗子[8]
- 特殊メイク・特殊造形スーパーバイザー - 江川悦子[8]
- 小道具 - 石田美里[8]
- 軍事監修 - 軍事法規研究会
- 記録 - 近藤真智子[8]
- 音響効果 - 堀内みゆき[8]
- VFXスーパーバイザー - 立石勝[8]
- アクションコーディネート - 小池達朗[8]
- キャスティング - 川村恵[8]
- 助監督 - 谷口正行[8]
- 制作担当 - 酒井識人
- 音楽プロデューサー - 高石真美[8]
- 宣伝プロデューサー - 依田苗子
- 制作プロダクション - アークエンタテインメント[7]
- 企画・制作 - フラミンゴ[10]
- 製作幹事・配給 - ギャガ、KADOKAWA[3]
- 製作 -「火喰鳥を、喰う」製作委員会[3]